# Cakewalk Sonar
Sonar是個數位音訊工作平台，由Cakewalk(又稱蛋糕走路)公司製作。

## 著名的特色

### 影片和音訊的格式
Sonar的特色包括:
- 模組化ProChannel
- 同時錄製和處理的音訊軌道數量只受限於硬體
- 能錄製和處理MIDI資料
- 能用任何DirectX格式的特殊效果
- 混音數值的自動化功能
- 可以藉Rewire連接其他音樂程式

Sonar 支援影片、環繞音效、.avi，.mpeg，wmv，.mov等檔案格式。Sonar能讓影片當作單獨一個音軌的縮圖。配合適當的硬體如Firewire，它也能輸出影片到外部顯示器。支援常見的SMPTE格式。它能從其他相容的軟體傳輸音訊檔案並完成最終混音。
有各式的音訊輸出格式像是AIFF，AU，CAF，FLAC，RAW，SD2，W64，WAV。

### 主動控制技術
主動控制技術(ACT)是個在重新對照MIDI控制器或介面上的參數時，很有幫助的功能。

### 電腦配置
自從第六版後，Sonar開始利用在Windows Vista 和 Windows 7 64位元處理的優勢(64位元混音器、64位元音訊處理引擎)。在2012十月發表Sonar X2之前，入門級的精簡版Sonar(Home Studio和Essential)只有32位元。在SonarX2之後，全系列都是原生64位元軟體。